# Денежная реформа Алексея Михайловича
Денежная реформа Алексея Михайловича — денежная реформа, проводившаяся на Руси с 1654 по 1663 год. Её целью на определённом этапе стала замена всех серебряных монет медными денежными знаками того же номинала.

Рубль Алексея Михайловича (1654 г.)

## Потребность монет нового образца
На Руси в денежном обращении находились серебряные копейки, деньги и полушки, отчеканенные на расплющенной проволоке. Крупномасштабные торговые сделки затруднялись отсутствием крупных номиналов, необходимостью подсчёта тысяч мелких монет. С другой стороны, мелочную торговлю тормозила нехватка мелкой разменной монеты. Отсталая русская монета становилась одним из серьёзных препятствий, тормозивших развитие экономики.
В ходе военно-политических действий царь Алексей Михайлович вёл собирание земель. На территории нынешней Украины и Белоруссии в обращении были европейские монеты, отчеканенные на круглом кружке, как серебряные, так и медные. Русские деньги были менее удобными, хотя и были сделаны из высокопробного серебра. Решение вопроса о выплате довольствия в войска и переходе расчёта с населением на присоединённых в результате войны с Речью Посполитой территориях склонялось в пользу чеканки новой монеты, приближенной к европейскому образцу. Необходимо было уравнять денежное обращение России с денежным обращением Украины и Белоруссии, обслуживавшимся ранее европейской монетой.
Причиной нехватки денег были война и эпидемия чумы. Нужда казны в денежных средствах постоянно возрастала, поэтому в действиях правительства в области денежного хозяйства переплелись и фискальные интересы казны, и осознание несовершенства русской денежной системы.

## Начало реформы

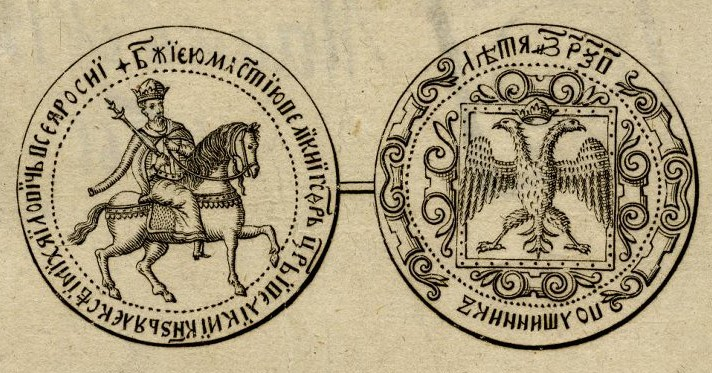
Медный полтинник Алексея Михайловича (1654 г.). Гравюра XVIII в.

Согласно первоначальным замыслам реформы предполагалось коренное изменение денежной системы. Должна была начаться чеканка новых номиналов, введена медь в качестве монетного металла. Старые копейки и деньги оставались в обращении. Русская денежная система организовывалась по образцу европейских систем с их разнообразными номиналами. Внешняя торговля избавлялась от неудобств, связанных с наличием только мелких номиналов.
В 1654 году царь распорядился из накопленных в казне талеров отчеканить рубли. На одной стороне был изображён орёл в квадрате (картуше) и в орнаментах, год буквами («лета 7162») и надпись «РУБЛЬ». На другой стороне царь-всадник на скачущем коне, по кругу надпись: «Божиею милостию великий государь, царь и великий князь Алексей Михайлович всея Великия и Малыя России».
Счётный рубль старыми копейками весил около 45 г. Вес ефимка (талера) составлял 28—32 г. Таким образом, новый рубль был неполноценной монетой. Необходимо также учитывать, что государственная цена талера (на покупку которых была установлена государственная монополия) составляла 50 копеек, так что перечеканка талера в рубль вдвое повышала его ценность.
Серебряными монетами в новой системе были также полуполтина (она чеканилась на разрубленных на четыре части талерах) и проволочная копейка. Рубль и полуполтина чеканились по весовой норме талера, копейка — на основе дореформенной монетной стопы.
Указом того же 1654 года предписывалось начать чеканку медных монет: полтинник, полуполтинник, гривна, алтын и грошевик. Чеканка гривны, возможно, не была начата. Медные монеты были монетами с принудительным курсом (как, впрочем, и серебряные рубль и полуполтина). Изображения на полтинниках близки изображениям на рублёвиках, обозначение номинала — «полтинник». На полуполтинниках помещалась надпись «пол—пол—тин», на алтыне — «алтын», на грошевике — «4 денги». Алтыны и грошевики чеканились из медной проволоки.
Для чеканки новых монет был создан специальный денежный двор в Москве, получивший название Новый Московский Английский денежный двор (он располагался на бывшем подворье английских купцов).
В 1655 году в обращении было уже достаточно много новых монет. Несмотря на обещанные царским указом наказания, население пользовалось ими неохотно.

## Изменение плана реформы

«Ефимок с признаком» (надчеканки 1655 года на брабантском талере 1637 года)

Осенью 1655 года были внесены значительные изменения в первоначальный план реформы. В связи со сложностью изготовления штемпелей рубля не удалось перечеканить все имеющиеся талеры. В 1655 году на Старом Московском денежном дворе в Кремле талеры стали надчеканивать с одной стороны двумя штемпелями (прямоугольным с датой «1655» и круглым штемпелем копейки (всадник на коне). Такая монета получила название «Ефимок с признаком». Ефимок и рубль приравнивались к 64 копейкам (по весу), хотя ранее цена варьировалась от 40 до 60 копеек. Разрубленный на четыре части талер надчеканивали, таким образом появилась в обращение четвертина (полуполтинник). Была введена ещё монета полуефимок (разрубленный пополам талер с надчеканом). «Ефимок с признаком» и его доли (полуефимок и четвертина) имели хождение в основном на Украине.
Для обслуживания внутренней торговли осенью 1655 года решено начать выпуск копеек из медной проволоки, по оформлению и технике чеканки идентичных серебряным. Использование этих монет указом ограничивалось европейской частью России — ни с европейскими купцами, ни с Сибирью ими торговать не разрешалось. С 1658—1659 годов собирание налогов и пошлин было велено производить серебром, а выплаты из казны — медными монетами. Денежная реформа полностью переориентировалась на чисто фискальные цели.

## Окончание монетной реформы
Первоначально население охотно принимало медные копейки как привычные по внешнему виду деньги. Однако неумеренный выпуск медных копеек, которые выпускали пять дворов (два московских — Старый и Новый, а также дворы в Новгороде, Пскове и Кукейносе), а также ограничения по приёму медных монет привели к их обесценению: к 1662 году за серебряную копейку давали 15 медных.
Обесценение медных копеек вызвало расстройство денежного обращения, дороговизну и голод. Крестьяне отказывались продавать зерно, а купцы — товары за медь. Вскоре после Медного бунта в Москве, вспыхнувшего в 1662 году, а также ряда народных волнений в других городах, в том числе Новгороде и Пскове, чеканка медных копеек была прекращена, денежные дворы «медного дела» закрыты, возобновилась чеканка серебряных копеек. Медные монеты были изъяты из обращения, в течение месяца после отмены реформы казна выкупала медные копейки по курсу: 100 медных копеек за 1 серебряную.

## Новоделы рубля Алексея Михайловича
Рубль Алексея Михайловича — первый рубль-монета на Руси. Однако подлинных экземпляров описано всего около 40, они находятся в основном в музейных собраниях. Полтинников известно всего около 12 штук. Круглых монет гривенников и полуполтинников не известно. В большом количестве известны медные круглые алтыны (3-копеечники) и монеты меньших достоинств, чеканенные из медной проволоки. Общепринятые новоделы, монеты, отчеканенные подлинными штемпелями, в данном случае не состоялись, так как подлинных штемпелей не обнаружено. По просьбе коллекционеров были изготовлены на монетном дворе штемпеля и ими отчеканены рубли. Данная монета получила обозначение «ранний новодел». В последующем стали появляться подделки раннего новодела. По мнению специалистов, основывающихся на ряде признаков, они могли быть с большей вероятностью изготовлены на монетном дворе. Монеты одного штемпеля («новодела») довольно часто продаются на аукционах. С конца XVIII века стали появляться кустарные подделки рубля, в том числе из меди, с недоделанными фрагментами. Например, на штемпелях было недорезано убранство коня, отсутствовал развевающийся рукав. Это посчитали синдромом уставшего фальшивомонетчика. Данные рубли обозначаются как антикварные подделки и присутствует, например, вариант без рукава, в каталоге Петрова 1899 года (№ 115 на стр. 11 Приложения). Многие подлинные и новодельные рубли имеют написание номинала «РУ БЛЬ» с пробелом.